# Тъй нареченият мой живот
„Тъй нареченият мой живот“ (на английски: My So-Called Life) е американски драматичен сериал, създаден от Уини Холзман и продуциран от Едуард Зуик и Маршъл Хърковиц, която е била излъчена по ABC от 25 август 1994 година, до 26 януари 1995 година. Действието се е развивало в измислената гимназия „Либърти Хай“ (Liberty High) в Три Ривърс, Пенсилвания, въображаемо предградие на Питсбърг. Сериалът е имал кратък живот и е завършил с епизод, за който се е смятало, че ще има продължение през следващия сезон. Общо 19 епизода са излезли преди да бъде спрян през януари 1995 година, заради ниския рейтинг и нежеланието на актрисата Клеър Дейнс да участва във втория сезон.

## „Тъй нареченият мой живот“ в България
В България сериалът е излъчен за пръв път по Нова телевизия през 90-те години на миналия век, като е дублиран на български. В дублажа участва Милена Живкова.